# Gert Burkard
Gert Burkard (Berlino, 14 agosto 1939 – Monaco di Baviera, 28 maggio 2004) è stato un attore tedesco.

## Filmografia

### Cinema
- Eintausend Milliarden, regia di Dieter Wedel (1974)
- Vera Romeyke ist nicht tragbar, regia di Max Willutzki (1976)
- Il coltello in testa (Messer im Kopf), regia di Reinhard Hauff (1978)
- David, regia di Peter Lilienthal (1979)
- Der Willi-Busch-Report, regia di Niklaus Schilling (1979)
- Der Westen leuchtet, regia di Niklaus Schilling (1982)
- Fünf letzte Tage, regia di Percy Adlon (1982)
- Mit mir nicht, du Knallkopp, regia di May Spils (1983)
- Didi - Der Doppelgänger, regia di Reinhard Schwabenitzky (1984)
- Tapetenwechsel, regia di Gabriela Zerhau (1984)
- Wenn ich mich fürchte, regia di Christian Rischert (1984)
- Didi und die Rache der Enterbten, regia di Dieter Hallervorden e Christian Rateuke (1985)
- Der Schneemann, regia di Peter F. Bringmann (1985)
- Die Einsteiger, regia di Sigi Rothemund (1985) - non accreditato
- Dormire, regia di Niklaus Schilling (1985)
- Die Schokoladenschnüffler, regia di Jiří Menzel (1986)
- Der Unsichtbare, regia di Ulf Miehe (1987) - non accreditato
- Starke Zeiten, regia collettiva (1988)
- Er - Sie - Es, regia di Sven Severin (1989)
- Justiz, regia di Hans W. Geißendörfer (1993)
- Verlassen Sie bitte Ihren Mann!, regia di Reinhard Schwabenitzky (1993)
- Der Trip, regia di Wolfgang Büld (1996)
- Ein fast perfekter Seitensprung, regia di Reinhard Schwabenitzky (1996)
- Ein Hauch von Yvonne, regia di Marcel-Kyrill Gardelli - cortometraggio (1996)
- Framed, regia di Mennan Yapo - cortometraggio (1999)
- Der tote Taucher im Wald, regia di Marcus O. Rosenmüller (2000)
- Das Sams, regia di Ben Verbong (2001)
- Edgar, regia di Christian Riebe - cortometraggio (2002)
- Sams in Gefahr, regia di Ben Verbong (2003)

### Televisione
- Das Millionending – serie TV, episodio 1x02 (1966)
- Express – serie TV, episodio 3x01 (1970)
- Frühbesprechung – serie TV, episodio 1x01 (1973)
- Eiger, regia di Dieter Wedel – film TV (1974)
- Dein gutes Recht – serie TV, episodio 1x13 (1975)
- Bitte keine Polizei – serie TV, episodio 1x10 (1975)
- Alle Jahre wieder: Die Familie Semmeling – miniserie TV (1976)
- Ein Mann kam im August – serie TV, 6 episodi (1977)
- Pariser Geschichten – serie TV, episodio 1x06 (1977)
- Aktenzeichen XY... ungelöst! – serie TV, 6 episodi (1970-1979)
- Jauche und Levkojen – serie TV, episodio 2x01 (1979)
- Der Bürgermeister – serie TV, 8 episodi (1979-1980)
- Der Aufstieg - Ein Mann geht verloren, regia di Peter Patzak – film TV (1980)
- Un caso per due (Ein Fall für zwei) – serie TV, episodio 1x02 (1981)
- Die Knapp-Familie – miniserie TV (1981)
- Am Wannsee ist der Teufel los, regia di Caspar Harlan – film TV (1981)
- Drei gegen Hollywood, regia di Sigi Rothemund – film TV (1982)
- Der Gast, regia di Wolfgang Mühlbauer – film TV (1982)
- Der Andro-Jäger – serie TV, episodio 1x13 (1982)
- Kottan ermittelt – serie TV, episodio 4x01 (1982)
- Martin Luther, regia di Rainer Wolffhardt – film TV (1983)
- Freitags Abend – serie TV (1984)
- Der Mann, der keine Autos mochte – serie TV, episodio 1x06 (1984)
- Das leise Gift, regia di Erwin Keusch – film TV (1984)
- Pep im Hotel, regia di Matias Bleckman e Thomas Rübenacker – film TV (1985)
- Die Krimistunde – serie TV, episodi 1x06-1x17 (1983-1985)
- Unsere schönsten Jahre – serie TV, episodio 2x01 (1985)
- Locker vom Hocker – serie TV, 12 episodi (1979-1986)
- Verkehrsgericht – serie TV, episodio 4x05 (1986)
- Padri e figli (Väter und Söhne - Eine deutsche Tragödie') – miniserie TV (1986)
- Schloßherren – serie TV (1986)
- Hafendetektiv – serie TV, episodio 1x06 (1987)
- Hans im Glück – serie TV, episodi 1x01-1x02 (1987)
- Der Geisterwald oder Des Raben Rache – serie TV, episodio 1x02 (1988)
- Feuerbohne e.V. – serie TV (1988)
- Der Millionenbauer – serie TV, episodi 2x02-2x04 (1988)
- Herbst in Lugano, regia di Ulrich Stark – film TV (1988)
- Polizeiinspektion 1 – serie TV, episodi 8x10-9x06-10x07 (1986-1988)
- Meister Eder und sein Pumuckl – serie TV, episodio 2x22 (1989)
- Laura und Luis – miniserie TV (1989)
- Al di qua del paradiso (Mit Leib und Seele) – serie TV, episodio 2x09 (1990)
- Heidi und Erni – serie TV, episodio 1x29 (1990)
- Die Piefke-Saga – miniserie TV (1990)
- Stein und Bein, regia di Wolf Dietrich – film TV (1991)
- Büro, Büro – serie TV, 49 episodi (1982-1991)
- Faber l'investigatore (Der Fahnder) – serie TV, episodi 1x28-4x17 (1986-1992)
- Die Hausmeisterin – serie TV, 21 episodi (1987-1992)
- Knastmusik – serie TV, 17 episodi (1992)
- Mit List und Krücke – serie TV, episodio 1x02 (1992)
- La casa del guardaboschi (Forsthaus Falkenau) – serie TV, episodio 4x06 (1993)
- Liebe ist Privatsache – serie TV (1993)
- Un dottore tra le nuvole (Der Bergdoktor) – serie TV, episodio 2x06 (1993)
- Marienhof – serial TV, 7 episodi (1993)
- Florida Lady – serie TV, episodio 1x02 (1994)
- Salto postale – serie TV, episodio 2x03 (1994)
- Ciao dottore! (Hallo, Onkel Doc!) – serie TV, episodio 1x09 (1994)
- Das Phantom - Die Jagd nach Dagobert, regia di Roland Suso Richter – film TV (1994)
- Blankenese – serie TV, episodi 1x24-1x25 (1994)
- Le Jardin des plantes, regia di Philippe de Broca – film TV (1994)
- Hecht & Haie – serie TV, 12 episodi (1994)
- Gabriellas Rache, regia di Eberhard Itzenplitz – film TV (1994)
- Marys verrücktes Krankenhaus – serie TV (1995)
- Ein Bayer auf Rügen – serie TV, episodio 3x12 (1995)
- Der müde Theodor, regia di Werner Asam – film TV (1995)
- Natale con papà, regia di Giorgio Capitani – film TV (1995)
- Knallhart daneben, regia di Sigi Rothemund – film TV (1995)
- Wolff, un poliziotto a Berlino (Wolffs Revier) – serie TV, episodio 5x01 (1996)
- Der Sohn des Babymachers, regia di Susanne Zanke – film TV (1996)
- Corte d'Assise – serie TV, episodi 1x01-2x03-2x06 (1995-1996)
- Mit einem Bein im Grab – serie TV, episodio 1x07 (1996)
- L'ispettore Derrick – serie TV, 11 episodi (1983-1997)
- Balko – serie TV, episodi 1x07-2x09 (1995-1997)
- Der Bulle von Tölz – serie TV, episodio 1x06 (1997)
- Lindenstraße – serial TV, 4 episodi (1989-1997)
- Sophie: Schlauer als die Polizei – serie TV, episodio 1x07 (1997)
- Die Oma ist tot, regia di Angelo Colagrossi – film TV (1997)
- Der König von St. Pauli – serie TV, episodio 1x01 (1998)
- Polizeiruf 110 – serie TV, episodio 27x02 (1998)
- Ärzte – serie TV, episodio 6x01 (1998)
- Anitas Welt – serie TV, 13 episodi (1998)
- Un caso per Schwarz (Schwarz greift ein) – serie TV, episodio 3x08 (1999)
- Maître Da Costa – serie TV, 1 episodio (1999)
- Tatort – serie TV, 4 episodi (1973-1999)
- Im Namen des Gesetzes – serie TV, episodio 5x12 (2000)
- Alphateam - Die Lebensretter im OP – serie TV, episodio 6x04 (2001)
- Tierarzt Dr. Engel – serie TV, episodio 5x03 (2002)
- SK Kölsch – serie TV, episodio 4x04 (2002)
- Soko 5113 – serie TV, 5 episodi (1987-2002)
- Wir vom Revier – serie TV, 11 episodi (1999-2002)
- Un ciclone in convento (Um Himmels Willen) – serie TV, episodio 3x03 (2004)
- Das Büro – serie TV, episodio 1x10 (2004)
- Siska – serie TV, 4 episodi (1998-2004)
- Il commissario Köster (Der Alte) – serie TV, 17 episodi (1982-2004)